# Vihar Béla
Vihar Béla (született Weisz) (Hajdúnánás, 1908. május 23. – Budapest, 1978. november 24.) József Attila-díjas (1966) magyar költő, újságíró, tanár.

## Élete

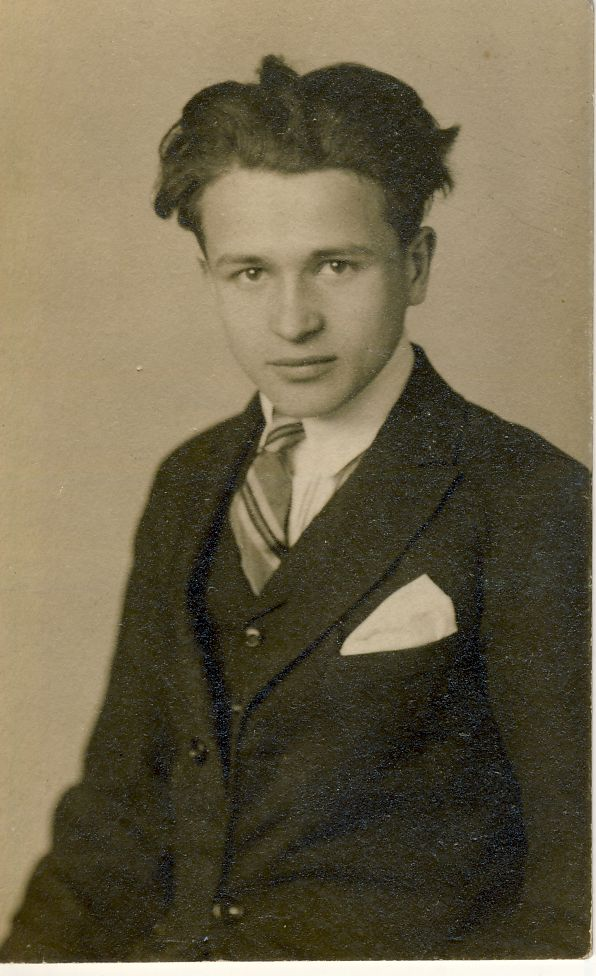
Az ifjú költő

Budapesten tanult. Hajdúsámsonon és Miskolcon tanított.
A Nyugat harmadik nemzedékéhez tartozó költő versei először 1921-ben jelentek meg, majd 1924-től a Magyar Írás című folyóiratban. A Vági-féle Magyarországi Szocialista Munkáspárt tagjaként házkutatást is tartottak lakásán; titkos politikai előadásokon vett részt. A második világháborúban hamis papírok készítésével igyekezett menteni embertársait. 1942-ben munkaszolgálatra Ukrajnába vitték, ezekből az élményekből született meg 1963-ban az Egy katona megy a hóban című verse, amely ismertté tette, és amelyet Sinkovits Imre tett népszerűvé szerte a világon.
1945–1948 között iskolaigazgató, majd 1949–1954 között a Népművelési Minisztériumban – racionalizálásáig – a nemzetiségi művelődésügy referense volt. Ezután egy darabig könyvek eladásából kényszerült élni. 1956–59 között a Műterem című lap, majd az ezt követő tíz évben az Élet és Tudomány stílusszerkesztője volt. Nevéhez fűződik a Sárga könyv (São Paulo, 1945) című antifasiszta dokumentum-gyűjtemény, amely a világon elsőnek írt a Holokauszt borzalmairól és áldozatairól.
Az 1920-as években induló avantgárd költő első kötete 1933-ban jelent meg Út önmagadtól címmel, de költészete valójában csak 1958-ban szökkent szárba, ekkor adták ki A szerelem születése című kötetét, amelyet Weöres Sándor verssel is köszöntött. Attól kezdve két-három évente jelentek meg könyvei 1978-ban bekövetkezett haláláig, melyekről számos értékelés jelent meg. Két verses műfajban alkotott nagyot: az epigrammai rövidségűekben és az elbeszélő költeményekben. Filozofikus, biblikus hangnemű verseiben a szépség és a tisztaság mellett tett hitet. A rádiódrámái, mint Az utas, Malom utca, A kék tündér hídja, is nagy sikert arattak. Három emléktábla is megemlékezik róla, egy Budapesten, a VII. Damjanich u. 26/B számú házon található, ahol életének nagy részét élte, egy másik szülőföldjén, Hajdúnánáson, a harmadik pedig Szécsényben, ahol nevelkedett.

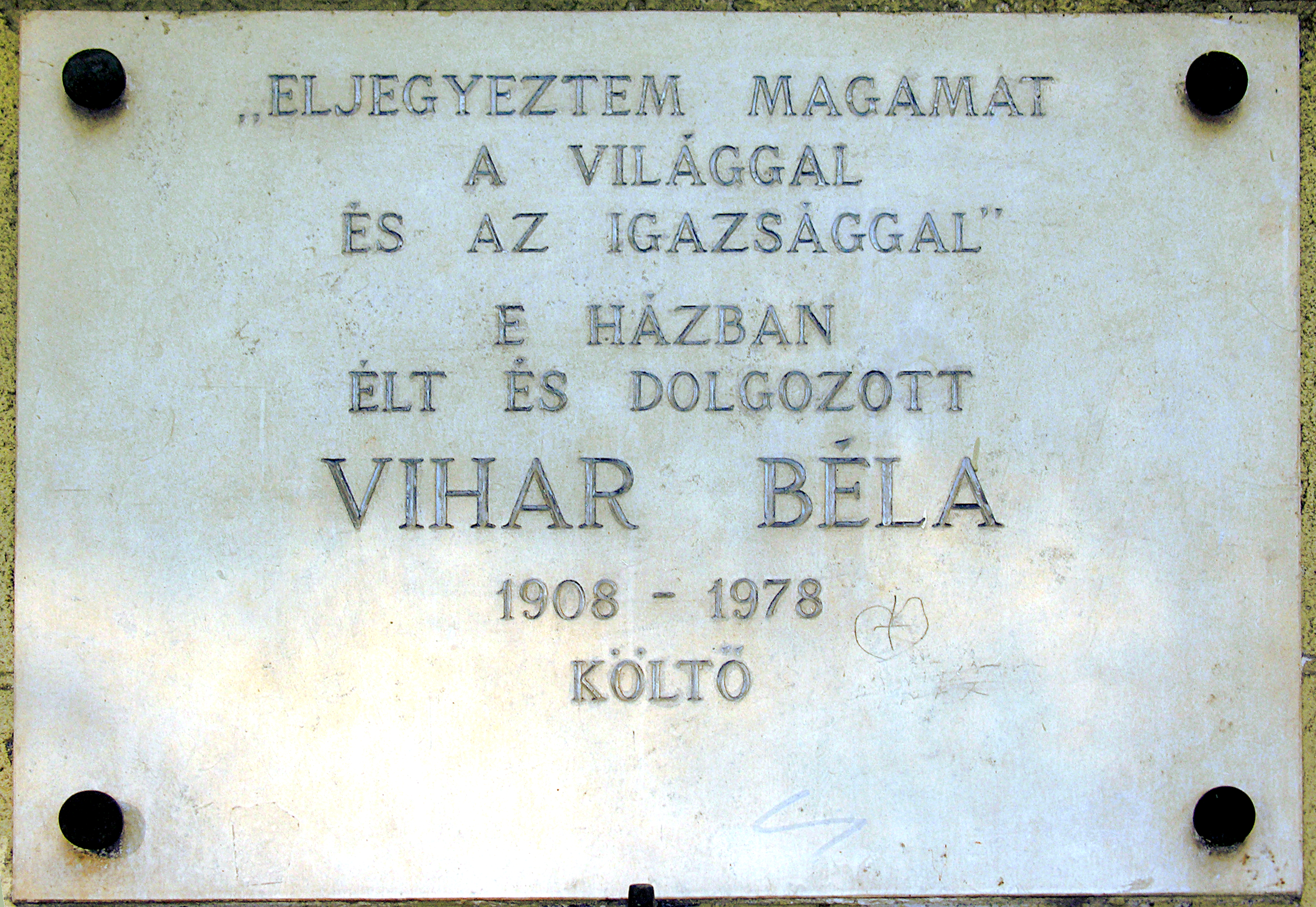
Vihar Béla emléktáblája egykori lakhelyén, a Damjanich utca 26/b alatt

## Családja
Szülei Weisz Sámuel kántor és Glücklich Teréz voltak. Felesége Widder Magd(oln)a, Widder Félix Bódog festőművész és Kálmán Józsa lánya volt. Widder Félix Aradon született Widder Dávid (1840–1906) és Nagel Nina (1849–1920) második gyermekeként. Öt testvére született, akik közül egy meghalt a világra jöttét követően. Widder Félixnek és feleségének, Kálmán Józsának két gyermeke született: Vihar Judit irodalomtörténész és műfordító édesanyja, Widder Magd(oln)a (1915–2002) és Widder Gábor (1918?–1943), aki édesapjához hasonlóan a festészetet választotta hivatásául, és 1943 januárjában halt meg Sztálingrádnál. Widder Gábor nem alapított családot, Magdának viszont Vihar Béla költőtől Judit lányukon kívül még egy fiuk, Vihar Gábor (1948–1975) született, aki gyógyíthatatlan beteg volt, vírusos influenzából kapott skarlátot, abból pedig agyvelőgyulladást, 27 évesen halt meg. Vihar Béla róla írta a Gólya, gólya gilice című írását. Widder Félix lányunokájának és Vihar Béla lányának, Vihar Juditnak az első férje Mártonfi Ferenc (1945–1991) sinológus nyelvész volt, akitől született a fia, Widder Félix dédunokája, valamint Vihar Béla unokája, Mártonfi Attila nyelvész.

## Díjai, elismerései[5]
- Madách Imre-díj (1965)
- József Attila-díj (1966)

## Művei
- Út önmagadtól (versek, 1933)
- A kincsőrző fa. Zsidó mesék és elbeszélések; összeáll. Komlós Aladár, Vihar Béla; Országos Izraelita Tanítóegyesület, Budapest, 1940
- Betűk békességében (versek, 1941)
- Zsidók a magyar tájban; Globus Ny., Budapest, 1941 (Kis magyar zsidó szociográfia)
- Sárga könyv. Adatok a magyar zsidóság háborús szenvedéseiből. 1941-1945; összeáll. Vihar Béla; Hechaluc, Budapest, 1945
- A csodálatos hajó. Mesék és elbeszélések; gyermekek számára feldolg. Vihar Béla; Izraelita Magyar Irodalmi Társulat, Budapest, 1947
- Bibliai történet. Mózes születésétől a Tóra befejezéséig. Az ált. isk. 3-4. oszt. számára; Új Idők Irodalmi Intézet, Budapest, 1948 (A Pesti Izraelita Hitközség vallásoktatási kiadványai)
- Bibiai történet. A világ teremtésétől József haláláig; Új idők Irodalmi Intézet, Budapest, 1948 (A Pesti Izraelita Hitközség vallásoktatási kiadványai)
- Szovjet-jiddis költészet; ford. Gáspár Endre et al., előszó Gergely Sándor; Cserépfalvi, Budapest, 1948
- A művész és a tömegek kapcsolata; Népszava, Budapest, 1952 (Szakszervezeti ismeretterjesztő előadások)
- Új életünk a magyar költészetben; szerk. Illés Jenő, Vihar Béla; Művelt Nép, Budapest, 1953 (Útmutató a városi és falusi SZFTE előadók számára)
- A szovjet katona a magyar irodalomban; Egyetemi Ny., Budapest, 1954 (Útmutató az ismeretterjesztő előadások előadói számára)
- Bányászesték Mizserfán. Beszámoló egy bányász kultúrotthon működéséről; Népművelési Minisztérium Népművelési Főosztálya, Budapest, 1955
- A szerelem születése (versek, 1958)
- Baráti asztal (versek, 1960)
- Alkotók dicsérete. Vihar Béla, Jobbágy Károly, Polgár István versei; Nógrád Megyei Művelődési Osztály, Salgótarján, 1961
- Önarckép. 1962 (versek, 1962)
- A négy felelet (versek, 1965)
- Párbeszéd az idővel (válogatott és új versek, 1968)
- Kígyóének (1970)
- Küzdelem az angyallal (versek, 1973)
- Szamárháton (versek, 1976)
- A korsó és a kő (1977). Versek. Szöveggondozó: Mártonfi Attila. Napkút, Budapest, 2018
- Egy katona megy a hóban. Válogatott és új versek; Szépirodalmi, Budapest, 1978
- Az alkonyat kapujában (versek, 1980)
- Elröppent lakodalom (válogatott versek, 1984)
- Mese Élijáhuról. Komlós Aladár és Vihar Béla zsidó népmese-feldolgozásai; vál. T. Aszódi Éva; Múlt és Jövő, Budapest, 1998
- A szíjak között. Válogatott versek; utószó Gergely Ágnes; Széphalom Könyvműhely, Budapest, 1998
- A kincsőrző fa. Zsidó mesék és elbeszélések; összeáll. Komlós Aladár, Vihar Béla; Gabbiano Print, Budapest, 2011
- Tiborc és Ahasvér. Versek, prózák, emlékek; összeáll. Kőbányai János; Múlt és Jövő, Budapest, 2017 (Múlt és Jövő klasszikusok)